# Bolo de clementina
Bolo de clementina é um bolo sem farinha saborizado principalmente com clementinas inteiras sem descascar e amêndoas. Sua origem pode estar um bolo de laranja da culinária sefardita [en]. Na cultura popular, o bolo desempenhou um pequeno papel na trama do filme de 2013 A Vida Secreta de Walter Mitty.
Joyce Goldstein descreveu o bolo como um clássico e The Sydney Morning Herald considerou-o famoso. Em 2021, Cook's Country afirmou que ele estava "popular no momento".

## Ingredientes
O bolo de clementina é preparado com clementinas, amêndoas moídas ou farinha de amêndoa, açúcar, manteiga e ovos. Algumas receitas utilizam farinha, mas o bolo é geralmente sem farinha.
Ingredientes opcionais incluem suco de laranja, moscatel de laranja, leite, vinho branco de sobremesa ou Riesling, óleo de laranja [en] ou óleo de tangerina (ou ambos),
extrato de amêndoa e extrato de baunilha [en]. Outras variações existem.

## Preparação
O bolo é geralmente preparado fervendo as clementinas inteiras com casca, removendo as sementes e triturando a fruta inteira, depois combinando o purê com amêndoas moídas ou farinha de amêndoa, ovos, manteiga, açúcar e fermento em pó antes de assar. As amêndoas usadas podem ser tostadas ou branqueadas.
Fatias de clementinas cristalizadas são frequentemente usadas como guarnição. Outros acabamentos incluem coberturas doces, como glacê ou açúcar de confeiteiro.
O bolo de clementina é denso e úmido, e seu sabor pode melhorar um dia ou mais após o preparo, pois os ingredientes se misturam e realçam o sabor com o tempo. Após o preparo, pode ser congelado para conservação.
- Fervendo a fruta inteira
- Fruta após fervura
- Fruta fervida triturada
- Massa pronta em forminhas de cupcake
- Cupcake de clementina finalizado

## Variações
Também pode ser preparado como um bolo invertido [en]. Cupcakes individuais são uma variação comum.

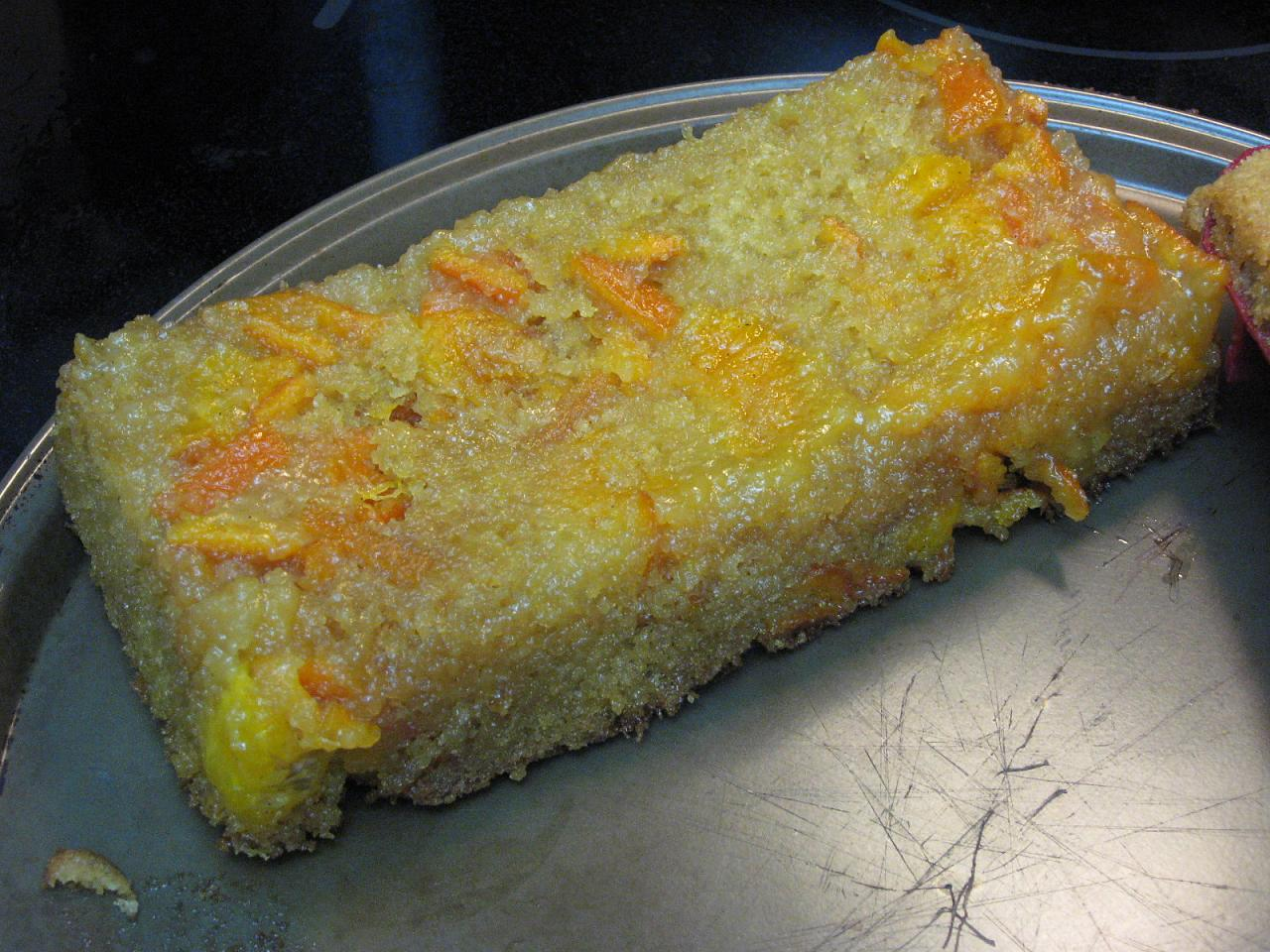
Uma fatia de bolo de clementina e baunilha
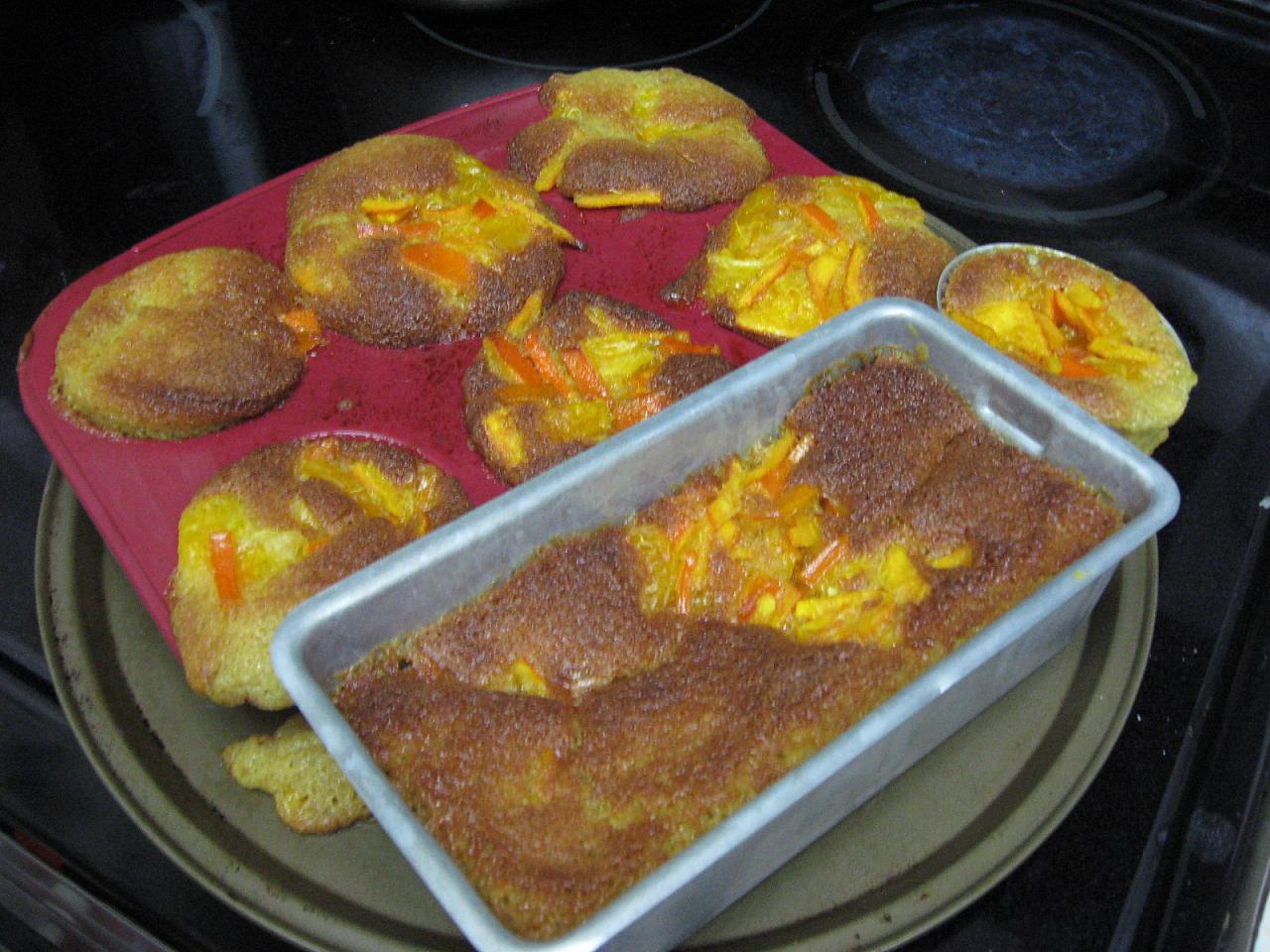
Bolo e cupcakes de baunilha com clementina
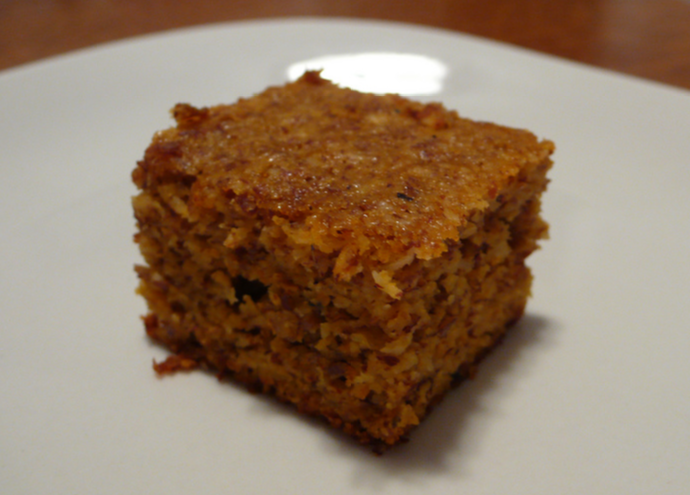
Uma fatia de bolo de clementina
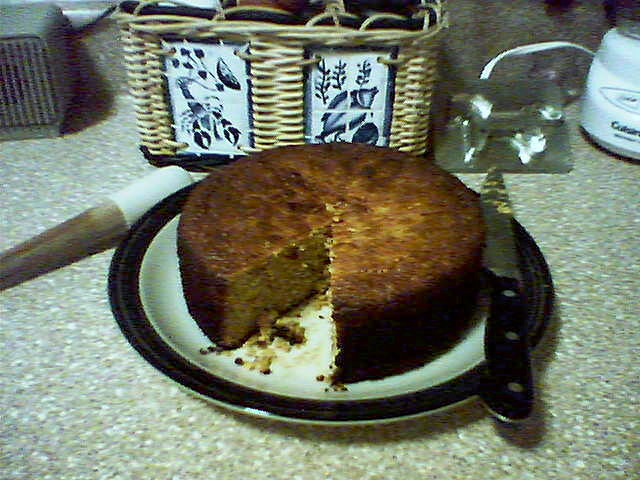
Bolo de Clementina

## História

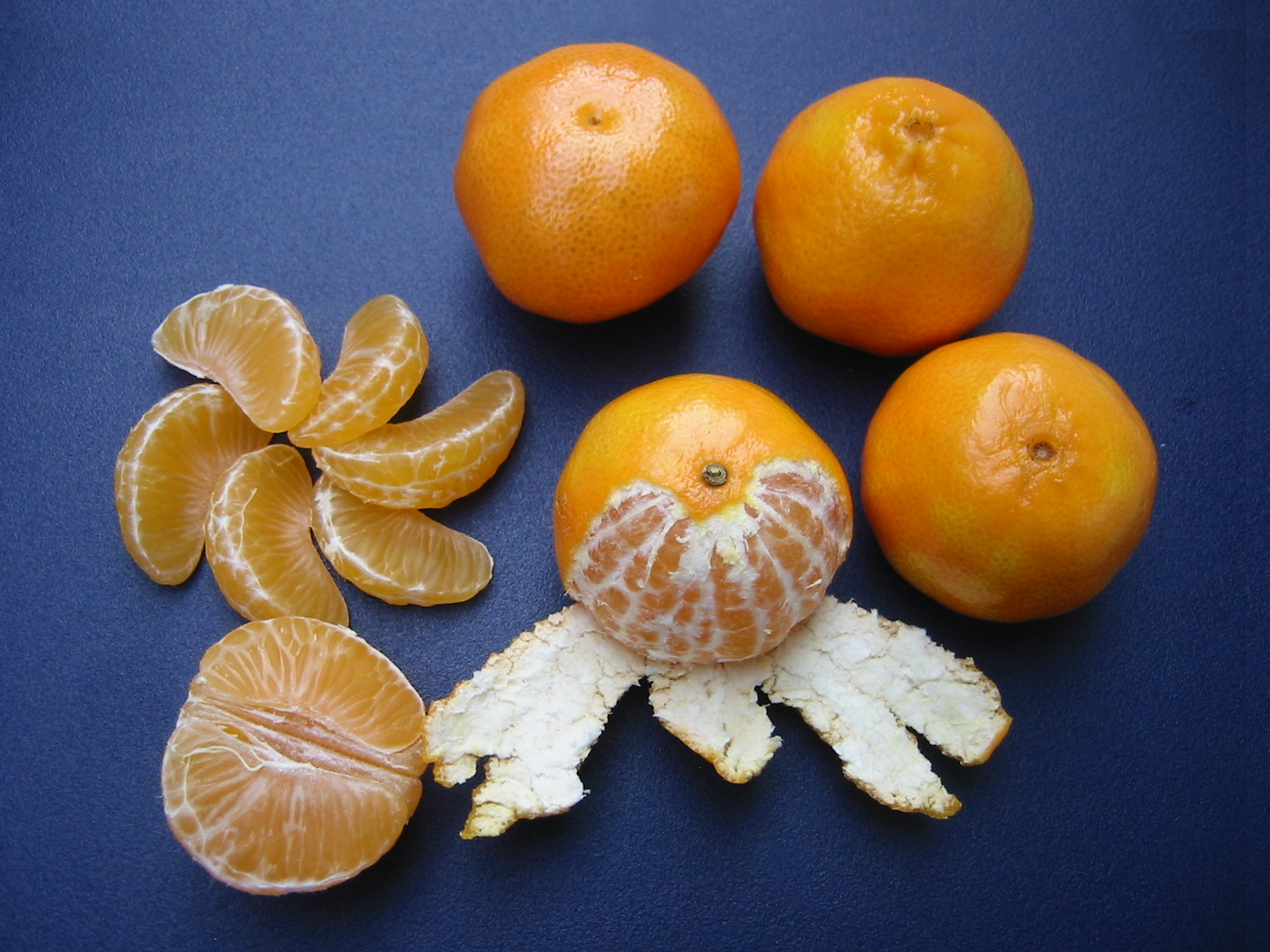
Clementinas inteiras, descascadas, cortadas ao meio e em gomos

O bolo de clementina está provavelmente relacionado a um bolo de laranja sefardita. Judeus sefarditas popularizaram o cultivo de cítricos na região do Mediterrâneo no século XV e o uso de laranja em produtos assados. Além de seus sabores ibéricos, o bolo também tem raízes norte-africanas e espanholas.
Claudia Roden, escrevendo para o The Guardian, disse que rastreou a evolução do prato, que ela descreve como um prato sefardita de Páscoa, "de Andaluzia, por Portugal e Livorno, na Itália, até Alepo". O New Yorker afirmou que a receita de Roden foi adaptada por tantos outros autores de livros de culinária que ela perdeu a conta.

## Reconhecimento e importância
Segundo o San Francisco Chronicle, Joyce Goldstein chamou-o de "clássico judaico-espanhol". Em 2020, Jill Dupleix, escrevendo para o Sydney Morning Herald, descreveu-o como "o agora famoso, nunca superado, bolo sefardita sem farinha". Nigella Lawson classificou a receita de Roden como "magnífica" e criou uma adaptação. Em 2021, Cook's Country disse que o bolo estava "popular no momento".

## Na cultura popular
O bolo de clementina desempenhou um pequeno papel na trama do filme de 2013 A Vida Secreta de Walter Mitty, e foi incluído na cena de abertura e em algumas cenas adicionais.